# Lijst van topsporthallen in Nederland
Dit is een lijst van topsporthallen in Nederland, gerangschikt in volgorde van capaciteit. Onder topsporthallen worden ook evenementenhallen, arena's en andere grote zalen verstaan waar regelmatig topsportevenementen in zaalsporten worden georganiseerd.

## Topsporthallen in Nederland
| Nr. | Foto | Stadion                         | Capaciteit                                | Plaats           | Bespeler                                                                                     | Sporten                                                                           | Opening           |
| --- | ---- | ------------------------------- | ----------------------------------------- | ---------------- | -------------------------------------------------------------------------------------------- | --------------------------------------------------------------------------------- | ----------------- |
| 1   |      | Rotterdam Ahoy                  | 16.535 Ahoy Arena; 10.000 hal 1           | Rotterdam        | -                                                                                            | BMX, darts, handbal, korfbal, shorttrack, tennis, turnen, volleybal en wielrennen | 1971              |
| 2   |      | Ziggo Dome                      | 10.700                                    | Amsterdam        | -                                                                                            | korfbal                                                                           | 2012              |
| 3   |      | Omnisport Apeldoorn             | 6.000 (tijdens grote evenementen) - 1.500 | Apeldoorn        | SV Dynamo                                                                                    | indooratletiek, volleybal en wielrennen                                           | 2008              |
| 4   |      | Sportpaleis Alkmaar             | 4.750                                     | Alkmaar          | Alvoco                                                                                       | volleybal, wielrennen en zaalvoetbal                                              | 2003              |
| 5   |      | MartiniPlaza                    | 4.350                                     | Groningen        | Donar, Lycurgus                                                                              | basketbal, tennis, volleybal en zaalvoetbal                                       | 1969              |
| 6   |      | Jan Massinkhal                  | 4.300                                     | Nijmegen         | -                                                                                            | tennis                                                                            | 1980              |
| 7   |      | Indoor-Sportcentrum Eindhoven   | 4.000                                     | Eindhoven        | -                                                                                            | handbal, tennis, volleybal en zaalvoetbal                                         | 1993              |
| 8   |      | Maaspoort Sports & Events       | 3.500                                     | Den Bosch        | Heroes Den Bosch                                                                             | basketbal, darts, handbal en tennis                                               | 1982              |
| 8   |      | Sportcampus Zuiderpark          | 3.500                                     | Den Haag         | The Hague Royals                                                                             | basketbal, korfbal, tennis, turnen, (beach) volleybal en zaalvoetbal              | 2017              |
| 10  |      | Topsportcentrum Almere          | 3.076                                     | Almere           | VC Allvo, Almere Sailors, Almere Pioneers                                                    | basketbal, handbal volleybal en zaalvoetbal                                       | 2007              |
| 11  |      | Sportcentrum Valkenhuizen       | 3.000                                     | Arnhem           | ESCA Handbal, Oost-Arnhem                                                                    | handbal, korfbal                                                                  | 2020 (verbouwing) |
| 12  |      | Sporthallen Zuid                | 2.525                                     | Amsterdam        | -                                                                                            | handbal, volleybal                                                                | 1975              |
| 13  |      | Emergohal                       | 2.500                                     | Amstelveen       | AMVJ, Martinus                                                                               | volleybal                                                                         | 1985              |
| 13  |      | Fletcher Wellness-Hotel Sittard | 2.500                                     | Sittard          | Limburg Lions (gelegenheid)                                                                  | handbal, zaalvoetbal                                                              | 2013              |
| 15  |      | Sportcomplex 1574               | 2.435                                     | Leiden           | ZZ Leiden, GGV Volleybal                                                                     | basketbal, volleybal                                                              | 2023              |
| 16  |      | Topsportcentrum Rotterdam       | 2.400 & 1.000                             | Rotterdam        | VC Nesselande, Feyenoord Basketball, Feyenoord Futsal, Challenge Sports Binnenland.Rotterdam | basketbal, volleybal, zaalhockey en zaalvoetbal                                   | 2000              |
| 17  |      | SportArena De Heuf              | 2.200                                     | Panningen        | Bevo HC                                                                                      | handbal                                                                           | 2017 (verbouwing) |
| 18  |      | Sporthal Het Activum            | 2.100                                     | Hoogeveen        | F.C. Tunas                                                                                   | zaalvoetbal                                                                       | 2016              |
| 19  |      | Sporthal Hoenderdaal            | 2.000                                     | Driebergen       | Dalto                                                                                        | korfbal                                                                           | 1983              |
| 19  |      | Sportcentrum Leek               | 2.000                                     | Leek             | Leekster Eagles                                                                              | zaalvoetbal                                                                       | 1984              |
| 19  |      | Vijf Meihal                     | 2.000                                     | Leiden           | LHC Roomburg                                                                                 | basketbal, zaalhockey                                                             | 1968              |
| 22  |      | Sporthal Angelslo               | 1.700                                     | Emmen            | HV E&O                                                                                       | handbal                                                                           | 1985              |
| 23  |      | Topsporthal Achterhoek          | 1.650                                     | Doetinchem       | Orion                                                                                        | volleybal                                                                         | 2014              |
| 24  |      | Apollohal                       | 1.500                                     | Amsterdam        | Apollo Amsterdam                                                                             | basketbal                                                                         | 1934              |
| 24  |      | Sportcentrum The Dome           | 1.500                                     | Houten           | HV Houten                                                                                    | handbal                                                                           | 2016              |
| 24  |      | Fortunahal                      | 1.500                                     | Delft            | Fortuna                                                                                      | korfbal                                                                           | 1987              |
| 24  |      | Sportcomplex T-Kwadraat         | 1.500                                     | Tilburg          | Triade VCT                                                                                   | korfbal, volleybal                                                                | 2009              |
| 24  |      | Fortunahal                      | 1.500                                     | Delft            | Fortuna                                                                                      | korfbal                                                                           | 1987              |
| 24  |      | PKC-hal                         | 1.500                                     | Papendrecht      | PKC/Vertom                                                                                   | korfbal                                                                           | 1981              |
| 24  |      | Sneker Sporthal                 | 1.500                                     | Sneek            | VC Sneek, De Plakkers, ESBC Menhir, De Waterpoort, Musketiers                                | basketbal, floorball, korfbal, volleybal en zaalvoetbal                           | 1967              |
| 31  |      | Sportcentrum Kalverdijkje       | 1.450                                     | Leeuwarden       | LWD Basket                                                                                   | basketbal, korfbal, volleybal en zaalvoetbal                                      | 2014 (verbouwing) |
| 32  |      | Sportcentrum Kortezwaag         | 1.400                                     | Gorredijk        | LDODK                                                                                        | korfbal, tennis                                                                   | 1994              |
| 33  |      | Sportcentrum Galgenwaard        | 1.350                                     | Utrecht          | VV Utrecht, Uball Amazone                                                                    | basketbal, turnen en volleybal                                                    | 2003              |
| 33  |      | Topsportcentrum IISPA           | 1.350                                     | Almelo           | Heracles Almelo, Uitsmijters                                                                 | basketbal, turnen, volleybal en zaalvoetbal                                       | 2010              |
| 35  |      | DeetosSnelhal                   | 1.250                                     | Dordrecht        | DeetosSnel                                                                                   | korfbal                                                                           | 2011              |
| 35  |      | Sporthal Quelderduijn           | 1.250                                     | Den Helder       | Den Helder SUNS                                                                              | basketbal                                                                         | 2024 (verbouwing) |
| 37  |      | Sporthal de Eendracht           | 1.200                                     | Nijeveen         | DOS'46, BV Nijeveen                                                                          | badminton, korfbal                                                                | 1980              |
| 37  |      | Hellashal                       | 1.200                                     | Den Haag         | Hellas                                                                                       | handbal                                                                           | 1983              |
| 37  |      | Topsportcentrum De Koog         | 1.200                                     | Koog aan de Zaan | Koog-Zaandijk, WKV Roda, VV Zaanstad                                                         | korfbal, turnen en volleybal                                                      | 2016              |
| 37  |      | Landstede Sportcentrum          | 1.200                                     | Zwolle           | Landstede Hammers, Landstede Basketbal ZAC, VC Zwolle                                        | basketbal, handbal, tafeltennis en volleybal                                      | 2010              |
| 37  |      | Sporthal de Opperdam            | 1.200                                     | Volendam         | RKHV Volendam, ZVV Volendam                                                                  | handbal, zaalvoetbal                                                              | 1986              |
| 37  |      | Sporthal Overbosch              | 1.200                                     | Den Haag         | VUC                                                                                          | zaalvoetbal                                                                       | 1971              |
| 43  |      | Van der Knaaphal                | 1.100                                     | Ede              | ZVV Ede, TweeVV                                                                              | volleybal, zaalvoetbal                                                            | 2018              |
| 43  |      | Sportcentrum De Kooi            | 1.100                                     | Bemmel           | Batouwe Basketball, Yoast United                                                             | basketbal, tennis                                                                 | 2021 (verbouwing) |
| 45  |      | Sporthal Ockenburgh             | 1.050                                     | Den Haag         | HKC ALO                                                                                      | korfbal                                                                           | 1979              |
| 46  |      | Sporthal De Basis               | 1.000                                     | Sliedrecht       | Sliedrecht Sport                                                                             | volleybal                                                                         | 2017              |
| 46  |      | Blauw-Wit hal                   | 1.000                                     | Amsterdam        | AKC Blauw-Wit                                                                                | korfbal                                                                           | 1985              |
| 46  |      | Sporthal Boshoven               | 1.000                                     | Weert            | Basketbal Academie Limburg                                                                   | basketbal                                                                         | 1982              |
| 46  |      | DVO/Transus-Hal                 | 1.000                                     | Bennekom         | DVO                                                                                          | korfbal                                                                           | 1986              |
| 46  |      | Eekhout Hal                     | 1.000                                     | Kwintsheul       | RKHV Quintus                                                                                 | handbal                                                                           | 1979              |
| 46  |      | Stadssporthal Sittard           | 1.000                                     | Sittard          | Sittardia, Limburg Lions, BC Bumpers                                                         | basketbal, handbal                                                                | 1978              |